# وزكيتة
وزكيطة هي قرية أمازيغية جبلية مغربية وسط المملكة. تنتمي وزكيطة لإقليم الحوز. تضم هذه القرية 6.133 نسمة (إحصاء 2004).